# 巴赫乔伊
巴赫乔伊（Bahjoi），是印度北方邦Moradabad县的一个城镇。总人口29993（2001年）。

## 人口
该地2001年总人口29993人，其中男性15680人，女性14313人；0—6岁人口5378人，其中男2891人，女2487人；识字率51.80%，其中男性为58.97%，女性为43.94%。